# Takeru Segawa
Takeru Segawa (世川 武尊, Segawa Takeru) es un kickboxer japonés que actualmente compite en la categoría de peso mosca de ONE Championship. Anteriormente compitió en K-1, donde fue campeón de peso súper pluma de K-1, campeón de peso pluma de K-1 y campeón de peso súper gallo de K-1. Es el único campeón de tres divisiones en la historia de K-1. Takeru es considerado uno de los mejores kickboxers en la historia moderna del deporte.
Siendo un competidor profesional desde 2008, Takeru se convirtió en campeón de peso súper gallo de K-1 cuando derrotó a Taiga Kawabe en la final del Grand Prix de Peso Súper Gallo de K-1 de 2015, el 19 de abril de 2015. Se convirtió en campeón de peso pluma de K-1 derrotando a Kaito Ozawa en la final del Grand Prix de Peso Pluma de K-1 de 2016, el 3 de noviembre de 2016, convirtiéndose en el primer campeón de dos divisiones en la historia de K-1. Se convirtió en campeón de peso súper pluma de K-1 derrotó a Kosuke Komiyama en la final del Grand Prix de Peso Súper Pluma de K-1 de 2018, el 21 de marzo de 2018, convirtiéndose en el primer y único campeón de tres divisiones en la historia de K-1.
Desde febrero de 2024, está en la posición #2 del ranking de peso gallo del mundo según Combat Press. Entró por primera vez al ranking libra por libra en octubre de 2015. Estaba posicionado como el peso mosca #1 según Combat Press desde mayo de 2019 hasta agosto de 2020. Antes de eso, estaba en la posición #1 del ranking de peso gallo según Combat Press desde abril de 2018 hasta abril de 2019.

## Carrera de Kickboxing

#### Takeru vs. Nasukawa
Tenshin Nasukawa había estado retando a Takeru desde 8 de junio de 2015. Pero por obligaciones contractuales, ambos peleadores eran incapaces de enfrentarse. En ese momento, K-1 y RISE estaba en la "Guerra Fría del Kickboxing" desde 2010. El 5 de agosto de 2015, Takeru expresó a los medios de comunicación que estaba interesado en enfrentar a Nasukawa si K-1 pudiera organizarlo. El productor del grupo Japón de K-1, Mitsuru Miyata, exigió en su momento que Nasukawa firmara un contrato de exclusividad con K-1 para llevar a cabo la pelea.
El 21 de noviembre de 2015, Takeru hizo la primera defensa de su título de peso súper gallo (-55kg) de K-1 contra Charles Bongiovanni. Ganó la pelea por TKO en el segundo asalto. Luego de la pelea, durante la entrevisa en el ring, Takeru declaró su deseo de pelear en Rizin, dos semanas después, Nasukawa anunció lo mismo. Cuando Takersu regresó al backstage, Nasukawa se acercó a él y le exigió enfrentarse. La pelea podría haber pasado en Rizin a pesar de la guerra fría entre RISE y K-1. Durante la pelea conferencia de prensa, Takeru mencionó que no reconoció a Nasukawa y no pudo entender lo que dijo por el ruido de la arena y pensó que era simplemente un fanático. Takeru confirmó que estaba dispuesto  a aceptar la pelea si era ofrecida. Luego del evento, Nasukawa tuiteó que Takeru había acordado pelear en la víspera de año nuevo.
El 8 de diciembre de 2015, Rizin anunció una pelea entre Takeru y el peleador chino Yang Ming, para su evento en la víspera de año nuevo. En la conferencia de prensa, el presidente de Rizin, Sakakibara, reconoció las peticiones de hacer una pelea entre Takeru vs. Nasukawa, sin embargo, declaró que no había tiempo suficiente para organizarla y prometió tratar de hacerla en 2016.
El 18 de junio de 2017, luego de que Takeru noqueara a Buvaisar Paskhaev, el comentador de K-1, Masato, expresó su deseo de ver una pelea entre Takeru y Nasukawa, pero los otros dos comentadores ignoraron sus comentarios. Dos días después, el canal oficial de YouTube de K-1 subió el vídeo completo de la pelea entre Takeru y Paskhaev pero horas después lo eliminó y lo re-subió sin los comentarios de Masato.
El 29 de agosto de 2017, el ejecutivo de Rizin Nobuhiko Takada dijo en Twitter "¡Dos de las más grandes súper estrellas del kickboxing, Takeru vs Tenshin Nasukawa debería ser llevada a cabo ahora mismo! ¡Si esta pelea no ocurre por la guerra fría, sería un crimen horrendo! ¡Hagamóslo, hagamos un milagro!" Horas después, un broadcaster de K-1 trolleó a Takada en Twitter. Unos días después, Takada se disculpó y prometió nunca más hablar sobre un peleador de otra promoción y eliminó todos los tuits sobre Nasukawa vs Takeru.
El 31 de diciembre de 2017, Nasukawa ganó el torneo de -57kg de kickboxing de Rizin. En un intento por anular la guerra fría y la influencia de K-1 y RISE para llevar a cabo la pelea con Takeru, Nasukawa se aseguró de que el show estaba siendo transmitido en vivo para que Rizin no cortara ninguno de sus comentarios. Luego de pelea, en el ring, Nasukawa preguntó al público a quién querían que enfrentara a continuación y el público gritó el nombre de Takeru. En febrero de 2018, M-1 Sports Media, que dirige K-1, presentó una demanda judicial contra Tenshin, su padre Hiroyuki, el presidente de RISE Takashi Ito y el presidente de Rizin Sakakibara. Acorde a la demanda, todo empezó tres años antes, cuando Nasukawa retó a Takeru a pelear. Más recientemente durantea el evento de la víspera de año nuevo de Rizin, cuando Nasukawa pidió a la audiencia decir a quién querían que efrentara a continuación. Ellos claman que es una práctica de negocios injusta involucrar el nombre de otros peleadores de una organización diferente.
El 16 de marzo de 2018, el presidente de RISE Takashi Ito, el ex-peleador de K-1 Hiroya y su abogado, presentaron cargos contra el contrato de exclusividad del grupo Japón de K-1, basado en un ilícito de la ley de competencia. El abogado de Hiroya expresó a la prensa, que la forma en que los contratos de K-1 funciona hace que no pelees un año para que te expire el contrato. Cada pelea que tienes con la organización, extiende tu contrato por otro año desde la última pelea que tuviste y que la única forma de salir del contrato es no recibir un pago por un año. Hiroya cita esto como la razón por la que Takeru no podría enfrentar a Nasukawa, ya que él conoce a Takeru personalmente y sabe que rechazaría una pelea.
En una conferencia de prensa el 24 de diciembre de 2021, el presidente de Rizin FF Nobuyuki Sakakibara anunció que Takeru enfrentaría a Tenshin Nasukawa en un recinto neutral en junio de 2022, en lo que fue la última pelea profesional de Nasukawa como kickboxer. La pelea fue programada para llevarse a cabo en 58 kilogramos, y ambos peleadores tenían que pesar menos de 62 kilogramos el día de la pelea. En el momento en que la pelea fue programada, Takeru y Nasukawa estaba considerados como los mejores kickboxers libra por libra en el mundo, luego de Superbon Banchamek. El 1 de abril de 2022, la pelea fue confirmada para llevarse a cabo el 19 de junio de 2022 en el Tokyo Dome, marcando el regreso de un evento encabezado por kickboxing al recinto por primera vez desde 2006. Las reglas para la pelea fueron anunciadas seis días después: se llevaría a cabo en 3 asaltos de 3 minutos, bajo el reglamento de RISE, con un asalto adicional en caso de empate. El evento completo fue transmitido por Abema TV como pay per view, mientras que una porción de dos horas (que incluía la pelea de Takeru con Nasukawa) también fue transmitada por Fuji TV. El 31 de mayo de 2022, se reveló que Fuji TV había optado por abstenerse de transmitir la pelea. luego de que surgieran acusaciones de que el presidente de RIZIN Sakakibara estaba haciendo tratos con la yakuza.
En frente de una audiencia completamente vendida de 56.399 en el Tokyo Dome, Takeru perdió la pelea por decisión unánime. Al final de primer asalto, Nasukawa logró tirar a Takeru con un gancho de izquierda como contra a su derecha recta, lo que resultaría en que los cinco jueces puntuaran el asalto 10–8 a su favor. El segundo asalto fue más competitivo, con cuatro jueces puntuando un 10–10 empate, mientras que el quinto juez puntó 10–9 para Tenshin. Siguiendo al tercer y último asalto, los jueces puntuaron una decisión unánime para Nasukawa, con los totales siendo de 29–28, 30–28, 30–28, 30–28 y 30–27. El evento hizo alrededor de 500,000 de compras de PPVs.

#### Agente libre
El 27 de junio de 2022, K-1 organizó una conferencia de prensa en la que Takeru anunció que se tomaría un descanso de competir para curarse física y mentalmente. Reveló que había estado sufriendo de varias lesiones incluyendo Espondilolistesis y daño en su MCL y ACL. También reveló que había estado lidiando con depresión y desorden de pánico. Anunció que perseguiría una nueva meta cuando haya sanado sin precisar una nueva meta sin precisar un período de tiempo. Luego de esto, dejó vacante su título de Peso Súper Pluma de K-1.
El 4 de agosto de 2022, Takeru se sometió a una cirugía en la mano derecha, para reparar los tendones en su dedo medio. El mismo día, Takeru anunció por redes sociales que también se operaría de la rodilla en las siguientes semanas, para reparar el daño en sus ligamentos ACL y MCL. Se sometió a la cirugía de rodilla el 19 de agosto. El 1 de noviembre de 2022, Takeru anunció que su contrato con K-1 había expirado a finales de octubre, haciéndolo un agente libre. Takeru hizo su primera aparición luego de las cirugías el 6 de noviembre de 2022, enfrentando a su excompañero de equipo Koki en una pelea de exhibición en GAINA en Yonago. La pelea terminó en un empate predeterminado.
Durante la conferencia de prensa organizada por Takeru y Abema TV el 29 de marzo de 2023, se anunció que Takeru enfrentaría al ex-Glory Bailey Sugden por el título vacante de peso ligero (−61kg) de K-1 de ISKA en MTGP Impact en París el 24 de junio de 2023. En la misma conferencia de prensa, se reveló que Takeru había firmado un contrato de exclusividad de con Abema y ganaría alrededor de $750.000 por pelea. Takeru ganó la pelea y el título por KO en el quinto asalto.

### ONE Championship
El 28 de abril de 2023, el presidente de ONE Championship Chatri Sityodtong anunció que Takeru había firmado un contrato de exclusividad de múltiples peleas con ONE.

#### Takeru vs. Superlek
Takeru hizo su debut en la promoción contra el Campeón Mundial de Kickboxing de Peso Mosca de ONE Superlek Kiatmuu9 el 28 de enero de 2024, en ONE 165. Takeru estaba originalmente programado para enfrentar a Rodtang Jitmuangnon, pero Rodtang se retiró de la pelea por una lesión.  Takeru perdió la pelea por decisión unánime.

## Vida personal
Desde pequeño, Takeru fue fan del pro-wrestling y del kickboxing. Se inspiró para seguir una carrera profesional de kickboxing luego de ver a Andy Hug ganar el Grand Prix de K-1 de 1996 K-1. Luego de ser expulsado de la secundaria, tres meses después de ingresar, decidió trasladarse a Tailandia, donde entrenó su striking a tiempo completo. Mientras entrenaba, también asistió a una escuela por correspondencia, que le permitiría participar en los torneos de K-1 Koshien. Luego de graduarse de la secundaria, Takeru comenzó a entrenar en Team Dragon bajo la tutela de Kensaku Maeda.
Takeru tiene dos hermanas. Antes de decidir convertirse en un kickboxer profesional, Takeru estaba estudiando para convertirse en cuidador infantil.
Takeru abrió su canal de YouTube el 15 de abril de 2020.

## Estilo de pelea
Takeru es conocido por usar un alto volumen y variedad de patadas frontales, ya sea para controlar la distancia o empujar a su oponente. 
Por su background de karate, usa patadas giratorias con su pierna adelantada y patadas triangulares, que suele lanzar cuando su oponente camina hacia la izquierda, además del uso de patadas altas a la cabeza (head kicks). 

## Campeonatos y logros

### Profesional
- International Sport Kickboxing Association
  - Campeonato de peso ligero (-61.2 kg) de K-1 de ISKA
- Krush
  - Campeonato de Peso Pluma de Krush
    - Tres defensas titulares exitosas

- K-1
  - Ganador del Grand Prix de Peso Súper Gallo de K-1 de 2015
  - Campeonato de Peso Súper Gallo de K-1
    - Una defensa titular exitosa

  - Ganador del Grand Prix de Peso Pluma de K-1 de 2016[43]
  - Campeonato de Peso Pluma de K-1
    - Una defensa titular exitosa

  - Ganador del Grand Prix de Peso Súper Pluma de K-1 de 2018[44]
  - Campeonato de Peso Súper Pluma de K-1
    - Dos defensas titulares exitosas

### Amateur
- Shin Karate
  - 2011 Shin Karate 22nd All Japan K-2 Grand Prix BUDO-RA Award[45]
  - Ganador del Torneo de Peso Ligero de Shin Karate 116th K-2 de 2011[46]
  - Ganador del Torneo de Peso Ligero de Shin Karate 114th & 115th K-2 de 2010[47][48]

### Premios
- K-1 Awards
  - Pelea del Año 2017 (vs Victor Saravia)[49]
  - Peleador del Año 2018[50]
  - Pelea del Año 2019 (vs Yodkitsada Yuthachonburi)[51]
  - Nocaut del Año 2020 (vs Petchdam Petchkiatpetch)[52]
  - Pelea del Año 2021 (vs. Leona Pettas)[53]
- CombatPress.com
  - Pelea del Año 2015 (vs. Taiga)[54]
  - Peleador del Año 2018[55]
- eFight.jp
  - Peleador del Mes (mayo de 2013, abril de 2015, noviembre de 2016 y marzo de 2018)[56][57][58][59]

## Récord en Kickboxing
| Récord en Kickboxing                                                      | Récord en Kickboxing | Récord en Kickboxing         | Récord en Kickboxing                                                 | Récord en Kickboxing | Récord en Kickboxing               | Récord en Kickboxing | Récord en Kickboxing |
| ------------------------------------------------------------------------- | -------------------- | ---------------------------- | -------------------------------------------------------------------- | -------------------- | ---------------------------------- | -------------------- | -------------------- |
| 42 Victorias (25 (T)KOs), 4 Derrotas                                      |                      |                              |                                                                      |                      |                                    |                      |                      |
| Fecha                                                                     | Resultado            | Oponente                     | Evento                                                               | Localización         | Método                             | Ronda                | Tiempo               |
| 28-01-2024                                                                | Derrota              | Superlek Kiatmuu9            | ONE 165                                                              | Tokio, Japón         | Decisión (Unánime)                 | 5                    | 3:00                 |
| Por el Campeonato Mundial de Kickboxing de Peso Mosca de ONE.             |                      |                              |                                                                      |                      |                                    |                      |                      |
| 24-06-2023                                                                | Victoria             | Bailey Sugden                | MTGP Impact in Paris                                                 | París, Francia       | KO (Patada a la Cabeza)            | 5                    | 3:00                 |
| Ganó el título vacante de peso ligero (-61.2 kg) de K-1 de ISKA.          |                      |                              |                                                                      |                      |                                    |                      |                      |
| 2022-06-19                                                                | Derrota              | Tenshin Nasukawa             | THE MATCH 2022                                                       | Tokio, Japón         | Decisión (Unánime)                 | 3                    | 3:00                 |
| 2021-03-28                                                                | Victoria             | Leona Pettas                 | K-1 World GP 2021: K’Festa 4 Day.2                                   | Tokio, Japón         | KO (Golpes)                        | 2                    | 1:10                 |
| Defendió el título de Peso Súper Pluma (-60kg) de K-1.                    |                      |                              |                                                                      |                      |                                    |                      |                      |
| 2020-03-22                                                                | Victoria             | Petchdam Petchkiatpetch      | K-1: K’Festa 3                                                       | Saitama, Japón       | KO (Golpes)                        | 2                    | 0:49                 |
| 2019-11-24                                                                | Victoria             | Yuta Murakoshi               | K-1 World GP 2019 Yokohamatsuri                                      | Yokohama, Japón      | Decisión (Mayoritaria)             | 3                    | 3:00                 |
| 2019-03-10                                                                | Victoria             | Yodkitsada Yuthachonburi     | K-1 World GP 2019: K’FESTA 2                                         | Saitama, Japón       | KO (Gancho de Derecha)             | 2                    | 2:41                 |
| 2018-12-08                                                                | Victoria             | Kouzi                        | K-1 World GP 2018: K-1 Lightweight World's Best Tournament           | Osaka, Japón         | Decisión (Unánime)                 | 3                    | 3:00                 |
| Defendió el título de Peso Súper Pluma (-60kg) de K-1.                    |                      |                              |                                                                      |                      |                                    |                      |                      |
| 2018-09-24                                                                | Victoria             | Daniel Puertas               | K-1 World GP 2018: inaugural Cruiserweight Championship Tournament   | Saitama, Japón       | KO (Golpes)                        | 1                    | 2:08                 |
| 2018-03-21                                                                | Victoria             | Kosuke Komiyama              | K-1 World GP 2018: K'FESTA.1 -60 kg World Tournament, Final          | Saitama, Japón       | TKO (3 Knockdowns)                 | 3                    | 2:01                 |
| Ganó el Torneo de Peso Súper Pluma (-60kg) del Grand Prix de K-1 de 2018. |                      |                              |                                                                      |                      |                                    |                      |                      |
| 2018-03-21                                                                | Victoria             | Masanobu Goshu               | K-1 World GP 2018: K'FESTA.1 -60 kg World Tournament, Semi Finals    | Saitama, Japón       | KO (Golpes)                        | 1                    | 2:25                 |
| 2018-03-21                                                                | Victoria             | Stavros Exakoustidis         | K-1 World GP 2018: K'FESTA.1 -60 kg World Tournament, Quarter Finals | Saitama, Japón       | Decisión (Unánime)                 | 3                    | 3:00                 |
| 2017-09-18                                                                | Victoria             | Wang Junguang                | K-1 World GP 2017 Welterweight Championship Tournament               | Tokio, Japón         | Decisión (Unánime)                 | 3                    | 3:00                 |
| Defendió el título de Peso Pluma (-57.5kg) de K-1.                        |                      |                              |                                                                      |                      |                                    |                      |                      |
| 2017-06-18                                                                | Victoria             | Buvaisar Paskhaev            | K-1 World GP 2017 Super Welterweight Championship Tournament         | Tokio, Japón         | KO (Golpes al Cuerpo)              | 3                    | 1:17                 |
| 2017-04-22                                                                | Victoria             | Victor Saravia               | K-1 World GP 2017 Super Bantamweight Championship Tournament         | Tokio, Japón         | KO (Gancho de Izquierda)           | 3                    | 2:20                 |
| 2016-11-03                                                                | Victoria             | Kaito Ozawa                  | K-1 World GP 2016 Featherweight World Tournament, Final              | Tokio, Japón         | Decisión (Unánime)                 | 3                    | 3:00                 |
| Ganó el Torneo de Peso Pluma (-57.5kg) del Grand Prix de K-1 de 2016.     |                      |                              |                                                                      |                      |                                    |                      |                      |
| 2016-11-03                                                                | Victoria             | Yun Qi                       | K-1 World GP 2016 Featherweight World Tournament, Semi Finals        | Tokio, Japón         | KO (Cross de Derecha)              | 2                    | 2:31                 |
| 2016-11-03                                                                | Victoria             | Jamie Whelan                 | K-1 World GP 2016 Featherweight World Tournament, Quarter Finals     | Tokio, Japón         | Decisión (Unánime)                 | 3                    | 3:00                 |
| 2016-06-24                                                                | Victoria             | Kaito Ozawa                  | K-1 World GP 2016 -65kg World Tournament                             | Tokio, Japón         | Decisión (Unánime)                 | 3                    | 3:00                 |
| 2016-04-24                                                                | Victoria             | Yodsaenchai Sor.Sopit        | K-1 World GP 2016 -60kg Japan Tournament                             | Tokio, Japón         | TKO (3 Knockdowns)                 | 3                    | 0:47                 |
| 2015-12-31                                                                | Victoria             | Yang Ming                    | Rizin World Grand Prix 2015: Part 2 - Iza                            | Saitama, Japón       | KO (Cross de Derecha)              | 2                    | 2:59                 |
| 2015-11-21                                                                | Victoria             | Charles Bongiovanni          | K-1 World GP 2015 The Championship                                   | Tokio, Japón         | TKO (3 Knockdowns)                 | 2                    | 2:16                 |
| Defendió el título de Peso Súper Gallo (-55 kg) de K-1.                   |                      |                              |                                                                      |                      |                                    |                      |                      |
| 2015-07-04                                                                | Victoria             | Hakim Hamech                 | K-1 World GP 2015 -70kg Championship Tournament                      | Tokio, Japón         | Decisión (Unánime)                 | 3                    | 3:00                 |
| 2015-04-19                                                                | Victoria             | Taiga                        | K-1 World GP 2015 -55kg Championship Tournament, Final               | Tokio, Japón         | Decisión (Unánime)                 | 3                    | 3:00                 |
| Ganó el Torneo de Peso Súper Gallo (-55kg) del Grand Prix de K-1 de 2015. |                      |                              |                                                                      |                      |                                    |                      |                      |
| 2015-04-19                                                                | Victoria             | Shota Takiya                 | K-1 World GP 2015 -55kg Championship Tournament, Semi Finals         | Tokio, Japón         | TKO (Paro del Réferi)              | 1                    | 1:31                 |
| 2015-04-19                                                                | Victoria             | Alexandre Prilip             | K-1 World GP 2015 -55kg Championship Tournament, Quarter Finals      | Tokio, Japón         | KO (Golpe al Cuerpo)               | 2                    | 1:47                 |
| 2015-02-06                                                                | Victoria             | Yuta Otaki                   | Krush.51                                                             | Tokio, Japón         | Decisión (Unánime)                 | 3                    | 3:00                 |
| Defendió el Campeonato de Peso Pluma de Krush.                            |                      |                              |                                                                      |                      |                                    |                      |                      |
| 2014-11-03                                                                | Victoria             | Taiga                        | K-1 World GP 2014 -65kg Championship Tournament                      | Tokio, Japón         | KO (Puño Giratorio)                | 3                    | 0:13                 |
| 2014-08-09                                                                | Victoria             | Yuzo Suzuki                  | Krush.44                                                             | Tokio, Japón         | Decisión (Unánime)                 | 3                    | 3:00                 |
| Defendió el Campeonato de Peso Pluma de Krush.                            |                      |                              |                                                                      |                      |                                    |                      |                      |
| 2014-03-08                                                                | Victoria             | Shota Kanbe                  | Krush.39                                                             | Tokio, Japón         | Decisión (Unánime)                 | 3                    | 3:00                 |
| Defendió el Campeonato de Peso Pluma de Krush.                            |                      |                              |                                                                      |                      |                                    |                      |                      |
| 2013-12-14                                                                | Victoria             | Katsuya Goto                 | Krush.35                                                             | Tokio, Japón         | KO (Cross de Derecha)              | 1                    | 2:33                 |
| 2013-08-11                                                                | Victoria             | Lee Solbin                   | Krush.30                                                             | Tokio, Japón         | KO (Gancho de Izquierda al Cuerpo) | 2                    | 2:11                 |
| 2013-05-12                                                                | Victoria             | Nobuchika Terado             | Krush.28 –58 kg Tournament Final                                     | Tokio, Japón         | Decisión (Unánime)                 | 3                    | 3:00                 |
| Ganó el Campeonato de Peso Pluma de Krush.                                |                      |                              |                                                                      |                      |                                    |                      |                      |
| 2013-03-20                                                                | Victoria             | Yuzo Suzuki                  | Krush.27 –58 kg Tournament Semi Finals                               | Tokio, Japón         | Decisión (Unánime)                 | 3                    | 3:00                 |
| 2013-01-26                                                                | Victoria             | Kenta Yagami                 | Krush.26 –58 kg Tournament Quarter Finals                            | Tokio, Japón         | KO (Derecha Recta)                 | 1                    | 2:21                 |
| 2012-12-14                                                                | Victoria             | Katsuki Sakaki               | Krush.25                                                             | Tokio, Japón         | KO (Cross de Derecha)              | 1                    | 1:43                 |
| 2012-10-21                                                                | Victoria             | Yuya Suzuki                  | Krush-EX 2012 vol.5                                                  | Tokio, Japón         | KO (Gancho de Derecha)             | 2                    | 2:58                 |
| 2012-09-09                                                                | Victoria             | Masato Yuki                  | Krush YOUTH GP                                                       | Tokio, Japón         | Decisión (Unánime)                 | 3                    | 3:00                 |
| 2012-06-08                                                                | Derrota              | Yuki Kyotani                 | Krush.19                                                             | Tokio, Japón         | TKO (Paro Médico/Nariz rota)       | 1                    | 3:00                 |
| 2012-05-03                                                                | Victoria             | Masanori Shimada             | Krush.18                                                             | Tokio, Japón         | KO (Gancho de Izquierda al Cuerpo) | 1                    | 2:03                 |
| 2012-03-17                                                                | Victoria             | Kazuki Tanaka                | Krush.17                                                             | Tokio, Japón         | KO (Golpes)                        | 2                    | 2:54                 |
| 2012-01-09                                                                | Victoria             | Kazunori                     | Krush.15                                                             | Tokio, Japón         | KO (Cross de Derecha)              | 1                    | 2:58                 |
| 2011-12-10                                                                | Victoria             | Katsumi Masuda               | Krush-EX 2011 Final                                                  | Tokio, Japón         | Decisión (Unánime)                 | 3                    | 3:00                 |
| 2011-09-24                                                                | Victoria             | Hirofumi Kamata              | Krush.12                                                             | Tokio, Japón         | KO (3 Knockdowns)                  | 2                    | 2:17                 |
| 2010-02-14                                                                | Victoria             | [ 60 ]                       | Sityodtong International Stadium                                     | Pattaya, Tailandia   | Decisión                           | 3                    | 3:00                 |
| 2009-08-30                                                                | Victoria             | Bonta                        | KAKUMEI NAGOYA 3 ～ Todoke! Ai to Yuuki to Low kick ～               | Nagoya, Japón        | Decisión (Unánime)                 | 3                    | 3:00                 |
| 2008-12-15                                                                | Derrota              | Eksiam Mor.KrungthepThonburi | Rajadamnern Stadium                                                  | Bangkok, Taiilandia  | Decisión                           | 5                    | 3:00                 |